# Eduard Ulmer
Eduard Ulmer (* 30. November 1899 in Dornbirn; † 4. Mai 1970 ebenda) war ein Vorarlberger Landespolitiker der ÖVP. Für diese war er Abgeordneter zum Vorarlberger Landtag, ab 1945 Landesrat in der Vorarlberger Landesregierung und von 1959 bis 1963 Landesstatthalter Vorarlbergs.

## Karriere
Seine politische Karriere startete Ulmer in seiner Heimatstadt Dornbirn, in der er als Leiter der Vorarlberger Verlagsanstalt tätig war. Von 1929 bis 1938 war er zunächst für die Christlichsoziale Partei und anschließend für die ÖVP Stadtrat in Dornbirn. Während der Zeit des Austrofaschismus leitete Ulmer die Vorarlberger Landesorganisation der Vaterländischen Front, einer Einheitsorganisation des Ständestaates.
Als nach der Wiedererlangung der Vorarlberger Souveränität durch die Befreiung Österreichs im Jahr 1945 eine provisorische Landesregierung in Form des Vorarlberger Landesausschußes eingesetzt wurde, wurde Eduard Ulmer von Ulrich Ilg als Mitglied mit dem Zuständigkeitsbereich Wirtschaft in den Landesausschuss berufen. Auch in den späteren Landesregierungen unter Ilg wurde Ulmer stets mit dem Ressort Wirtschaft betraut. Im Jahr 1959 wurde Ulmer in der Landesregierung Ilg IV sogar zum Landesstatthalter ernannt. In diesem Amt unterstanden ihm letztlich die Ressorts Wirtschaft und Straßenbau. Am 31. Dezember 1963 trat Eduard Ulmer aufgrund von gesundheitlichen Problemen von seinen Regierungsfunktionen zurück. Sein Nachfolger als Landesstatthalter wurde Gerold Ratz. Im Jahr 1964 wurde Eduard Ulmer für seine Verdienste das Ehrenzeichen des Landes Vorarlberg in Gold verliehen. 
Ulmer verstarb am 4. Mai 1970 in Dornbirn, wo er auf dem städtischen Friedhof beerdigt wurde.